# Elisabetta Maria Satoko Kitahara
Elisabetta Maria Satoko Kitahara (Tokyo, 22 agosto 1929 – Tokyo, 23 gennaio 1958) è stata una farmacista giapponese, proclamata venerabile da papa Francesco il 22 gennaio 2015.

## Biografia
Di famiglia aristocratica e di religione scintoista, laureata in farmacia, dopo la seconda guerra mondiale si avvicinò al cristianesimo e nel 1949 ricevette il battesimo, assumendo il nome di Elisabetta a cui in seguito aggiunse quello di Maria. Cercò di entrare nel noviziato delle suore mercedarie e per questo imparò lo spagnolo, ma non fu accettata dopo che le fu diagnosticata la tubercolosi.
Nel 1950 incontrò casualmente nel negozio di scarpe della sorella il frate Zeno Żebrowski, un francescano conventuale di origine polacca, che aveva seguito san Massimiliano Maria Kolbe nella sua missione di evangelizzazione del Giappone. Il frate notò che Elisabetta Maria portava il rosario legato al kimono e le chiese se fosse battezzata. Elisabetta Maria rispose che aveva ricevuto il battesimo al convento delle mercedarie, il frate le chiese allora se avesse mai pensato di diventare suora ed Elisabetta Maria ammise il suo interesse: il frate concluse che la Vergine Maria l'avrebbe aiutata nella sua vocazione.
Intanto Elisabetta Maria apprese da un giornale chi fosse il frate, in un articolo in cui si menzionava la sua attività in una sorta di favela chiamata Arinomachi (il Villaggio delle Formiche). La giovane voleva rintracciare il frate, ma non sapeva come: casualmente notò una figura vestita con il saio che camminava per la strada, riconobbe il frate e gli corse incontro.
Successivamente la mise in contatto con Matsui Toro, uno dei leader di Arinomachi, dove molte persone povere per le conseguenze della guerra vivevano raccogliendo rifiuti e stracci. Collaborò con Matsui Toro, che si convertirà al cattolicesimo nel 1953. Ad Arinomachi si prodigò in aiuto materiale e morale: inizialmente si occupò dei bambini, fra cui molti orfani, alleviandone le sofferenze anche grazie alla sua abilità di pianista.
Per immedesimarsi nelle loro condizioni di sofferenti, scelse di lasciare gli agi della sua famiglia e di vivere con i senzatetto, ricorrendo alla raccolta degli stracci. Capitanava squadre di bambini del Villaggio delle Formiche nella raccolta di stracci e trascinò persino sua madre in questa attività. Il suo impegno ad Arinomachi cresceva a mano a mano che riusciva ad aiutare nuove persone dell'insediamento.
Morì di tubercolosi a soli 28 anni.